# Goyapriset för bästa film
Goyapriset för bästa film (spanska Premio Goya a la mejor película) är en kategori  inom Goyapriset, det största filmpris som delas ut i Spanien.
Listan visar den vinnande filmen i fet stil, följt av de nominerade filmerna.

## 1980-talet
- 1987 El viaje a ninguna parte - Fernando Fernán Gómez
  - 27 horas - Montxo Armendáriz
  - La mitad del cielo - Manuel Gutiérrez Aragón

- 1988 El bosque animado - José Luis Cuerda
  - Divinas palabras - José Luis García Sánchez
  - El Lute: camina o revienta - Vicente Aranda

- 1989 Kvinnor på gränsen till nervsammanbrott (Mujeres al borde de un ataque de nervios) - Pedro Almodóvar
  - Diario de invierno - Francisco Regueiro
  - Espérame en el cielo - Antonio Mercero
  - Remando al viento - Gonzalo Suárez
  - El túnel - Antonio Drove

## 1990-talet
- 1990 Twisted Obsession (El sueño del mono loco)  - Fernando Trueba
  - Esquilache - Josefina Molina
  - El mar y el tiempo - Fernando Fernán Gómez
  - Montoyas y tarantos - Vicente Escrivá
  - El niño de la luna - Agustín Villaronga

- 1991 ¡Ay, Carmela! - Carlos Saura
  - Las Cartas de Alou - Montxo Armendáriz
  - Bind mig, älska mig (¡Átame!) - Pedro Almodóvar

- 1992 Amantes - Vicente Aranda
  - Don Juan en los infiernos - Gonzalo Suárez
  - El rey pasmado - Imanol Uribe

- 1993 Belle Époque - Fernando Trueba
  - Jamón, jamón - Bigas Luna
  - El maestro de esgrima - Pedro Olea

- 1994 Todos a la cárcel - Luis García Berlanga
  - Intruso - Vicente Aranda
  - Sombras en una batalla - Mario Camus

- 1995 Días contados - Imanol Uribe
  - Canción de cuna - José Luis Garci
  - La Pasión Turca - Vicente Aranda

- 1996 Nadie hablará de nosotras cuando hayamos muerto - Agustín Díaz Yanes
  - Boca a boca - Manuel Gómez Pereira
  - El día de la Bestia - Álex de la Iglesia

- 1997 Tesis - Alejandro Amenábar
  - Bwana - Imanol Uribe
  - El perro del hortelano - Pilar Miró

- 1998 La buena estrella - Ricardo Franco
  - Martín (Hache) - Adolfo Aristarain
  - Secretos del corazón - Montxo Armendáriz

- 1999 La niña de tus ojos - Fernando Trueba
  - Abre los ojos - Alejandro Amenábar
  - El abuelo - José Luis Garci
  - Barrio - Fernando León de Aranoa

## 2000-talet
- 2000 Allt om min mamma (Todo sobre mi madre) - Pedro Almodóvar
  - La lengua de las mariposas - José Luis Cuerda
  - By My Side Again (Cuando vuelvas a mi lado) - Gracia Querejeta
  - Alone (Solas) - Benito Zambrano

- 2001 El Bola - Achero Mañas
  - La comunidad - Álex de la Iglesia
  - Leo - José Luis Borau
  - Una historia de entonces - José Luis Garci

- 2002 The Others - Alejandro Amenábar
  - Juana la Loca - Vicente Aranda
  - Sex och Lucia (Lucía y el sexo) - Julio Medem
  - Sin noticias de Dios - Agustín Díaz Yanes

- 2003 Måndagar i solen (Los lunes al sol) - Fernando León de Aranoa
  - The City of No Limits (En la ciudad sin límites) - Antonio Hernández
  - El otro lado de la cama - Emilio Martínez Lázaro
  - Tala med henne (Hable con ella) - Pedro Almodóvar

- 2004 Ta mina ögon (Te doy mis ojos) - Icíar Bollaín
  - Våning 4 (Planta 4ª) - Antonio Mercero
  - Mitt liv utan mig (Mi vida sin mí) - Isabel Coixet
  - Soldados de Salamina - David Trueba

- 2005 Gråta med ett leende (Mar adentro) - Alejandro Amenábar
  - Dålig uppfostran (La mala educación) - Pedro Almodóvar
  - Roma - Adolfo Aristarain
  - Tiovivo c. 1950 - José Luis Garci

- 2006 The Secret Life of Words (La vida secreta de las palabras) - Isabel Coixet
  - 7 Virgins (7 vírgenes) - Alberto Rodríguez
  - Obaba - Montxo Armendáriz
  - Princesas - Fernando León

- 2007 Att återvända (Volver) - Pedro Almodóvar
  - Alatriste - Agustín Díaz Yanes
  - Pans Labyrint (El laberinto del fauno) - Guillermo del Toro
  - Salvador (Puig Antich) - Manuel Huerga

- 2008 La soledad - Jaime Rosales
  - Las 13 rosas - Emilio Martínez Lázaro
  - Barnhemmet (El orfanato) - Juan Antonio Bayona
  - Siete mesas de billar francés - Gracia Querejeta

- 2009 Camino – Javier Fesser
  - Los girasoles ciegos – José Luis Cuerda
  - The Oxford Murders (Los crímenes de Oxford) – Álex de la Iglesia
  - Solo quiero caminar – Agustín Díaz Yanes

## 2010-talet
- 2010 Cell 211 – Daniel Monzón
  - Agora – Alejandro Amenábar
  - El baile de la Victoria – Fernando Trueba
  - Hemligheten i deras ögon (El secreto de sus ojos) – Juan José Campanella

- 2011 Pan negro – Agustí Villaronga
  - Balada triste de trompeta – Álex de la Iglesia
  - Buried – Rodrigo Cortés
  - Till och med regnet (También la lluvia) – Icíar Bollaín

- 2012 No habrá paz para los malvados – Enrique Urbizu
  - Blackthorn – Mateo Gil
  - The Skin I Live In (La piel que habito) – Pedro Almodóvar
  - La voz dormida – Benito Zambrano

- 2013 Blancanieves (La piel que habito) - Pablo Berger
  - El artista y la modelo - Fernando Trueba
  - Unit 7 (Grupo 7) - Alberto Rodríguez Librero
  - The Impossible - Juan Antonio Bayona

- 2014 Living Is Easy with Eyes Closed (Vivir es fácil con los ojos cerrados) - David Trueba
  - 15 años y un día - Gracia Querejeta
  - Caníbal - Manuel Martín Cuenca
  - La gran familia española - Daniel Sánchez Arévalo
  - Wounded (La herida) – Fernando Franco

- 2015 Marshland (La isla mínima) - Alberto Rodríguez Librero
  - El Niño - Daniel Monzón
  - Blommor (Loreak) – Jon Garaño och José Mari Goenaga
  - Wild Tales - Damián Szifron
  - Magical Girl - Carlos Vermut

- 2016 Vänner för livet (Truman) - Cesc Gay
  - A cambio de nada - Daniel Guzmán
  - La novia - Paula Ortiz
  - Nadie quiere la noche - Isabel Coixet
  - A Perfect Day - Fernando León de Aranoa

- 2017 The Fury of a Patient Man (Tarde para la ira) - Raúl Arévalo
  - En man med tusen ansikten (El hombre de las mil caras) - Alberto Rodríguez Librero
  - Julieta - Pedro Almodóvar
  - Dödens apostel (Que Dios nos perdone) - Rodrigo Sorogoyen
  - Sju minuter efter midnatt (A Monster Calls) - Juan Antonio Bayona

- 2018 The Bookshop - Isabel Coixet
  - Jätten från Altzo (Handia) - Aitor Arregi Galdos och Jon Garaño
  - Författaren (El autor) - Manuel Martín Cuenca
  - Summer 1993 (Estiu 1993) - Carla Simón
  - Verónica - Paco Plaza

- 2019 Campeones (La piel que habito) - Javier Fesser
  - Carmen & Lola (Carmen y Lola) - Arantxa Echevarría
  - El reino - Rodrigo Sorogoyen
  - Entre dos aguas - Isaki Lacuesta
  - Alla vet (Todos lo saben) - Asghar Farhadi

## 2020-talet
- 2020 Smärta och ära (Dolor y gloria) - Pedro Almodóvar
  - Intemperie - Benito Zambrano
  - Den ändlösa skyttegraven (La trinchera infinita) - Jon Garaño, Aitor Arregi Galdos och José Mari Goenaga
  - Fire Will Come (O que arde) - Oliver Laxe
  - While at War (Mientras dure la guerra) - Alejandro Amenábar

- 2021 Las niñas - Pilar Palomero
  - Adú - Salvador Calvo
  - Ane - David Pérez Sañudo
  - Rosa's Wedding (La boda de Rosa) - Icíar Bollaín
  - Sentimental - Cesc Gay

- 2022 Världens bästa chef (El buen patrón) - Fernando León de Aranoa
  - Maixabel (La boda de Rosa) - Icíar Bollaín
  - Libertad - Clara Roquet
  - Parallella mödrar (Madres paralelas) - Pedro Almodóvar
  - Mediterráneo - Marcel Barrena

- 2023 The Beasts (As bestas) - Rodrigo Sorogoyen
  - En persikolund i Katalonien (Alcarràs) - Carla Simón
  - En sång för min dotter (Cinco lobitos) - Alauda Ruiz de Azúa
  - La maternal - Pilar Palomero
  - Prison 77 (Modelo 77) - Alberto Rodríguez Librero